# Suzanne Anker
Suzanne Anker (* 1946 in Brooklyn, New York) ist eine US-amerikanische Künstlerin und Kunsttheoretikerin.
Sie gilt als Pionierin der Bio Art und beschäftigt sich seit den 1990er Jahren mit dem Verhältnis von Kunst und Biowissenschaften. In ihrer künstlerischen Arbeit untersucht sie, wie sich die Natur im 21. Jahrhundert verändern wird. Dabei beschäftigt sie sich mit Themen wie Genetik, Klimawandel, Artensterben und Umweltverschmutzung. Anker arbeitet mit verschiedenen Materialien und Medien wie botanischen Exemplaren, Artefakten aus medizinischen Museen, Laborgeräten, mikroskopischen Bildern oder geologischen Präparaten. Ihre Arbeiten reichen von digitalen Skulpturen und Installationen über großformatige Fotografien bis hin zu mit LED-Licht gezüchteten Pflanzen.

## Werk

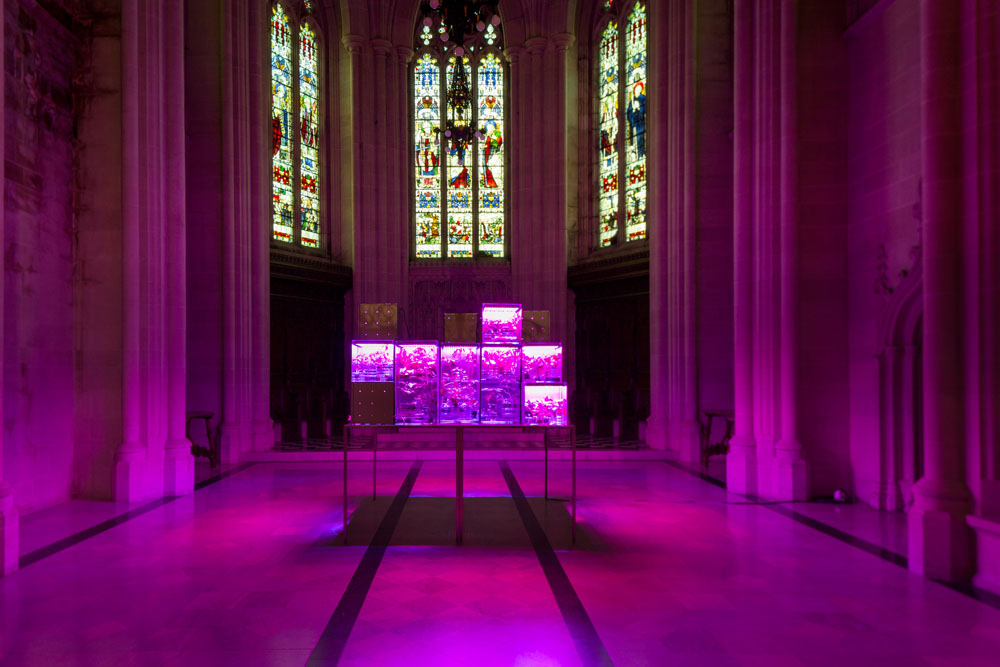
Suzanne Anker: Astroculture (Eternal Return), 2015. Gemüse, das mithilfe von LED-Licht aus Samen gezogen wird, Leuchtkästen, rote und blaue LED-Leuchten, Pflanzen, Wasser, Erde, 106 × 35 × 35 cm pro Set, Cathedral of Saint John the Divine, New York.

Das Werk von Suzanne Anker ist an der Schnittstelle von Wissenschaft und Kunst anzusiedeln. Ihr Œuvre ist durch ein Interesse an biologischen Systemen gekennzeichnet, die sie in ihren Arbeiten auf verschiedene Weise thematisiert. Die Wissenschaften dienen ihr dabei als eine Art Datenbank, der sie Bilder, Konzepte und Materialien für ihre Kunst entnimmt. Während ihre frühen Arbeiten aus den 1970er- und 1980er-Jahren überwiegend aus Papier gefertigt wurden, später auch in Kombination mit Materialien wie Kalkstein, Stein und Fossilien, weitete sich ihr Blick im Laufe der Zeit zunehmend auf die nicht-sichtbare Welt der Naturwissenschaften, allen voran den Chromosomen und Genen. 1994 kuratierte sie die Ausstellung Gene Culture: Molecular Metaphor in Contemporary Art an der Fordham University, die erste Ausstellung, die sich ausschließlich der Überschneidung von Kunst und Genetik widmete.

Seit 2005 ist Anker Vorsitzende der Abteilung für Bildende Kunst an der School of Visual Arts in New York. 2011 gründete sie das SVA Bio Art Lab, ein Labor in Chelsea, in dem wissenschaftliche Werkzeuge und Techniken zur Herstellung von Kunst dienen. Die jüngsten Arbeiten von Suzanne Anker beschäftigen sich unter anderem mit der Gewebekultur von Pflanzen, dem Anbau von Gemüse mit LED-Beleuchtung, der Erstellung von digitaler Fotografie und computergenerierten Skulpturen.

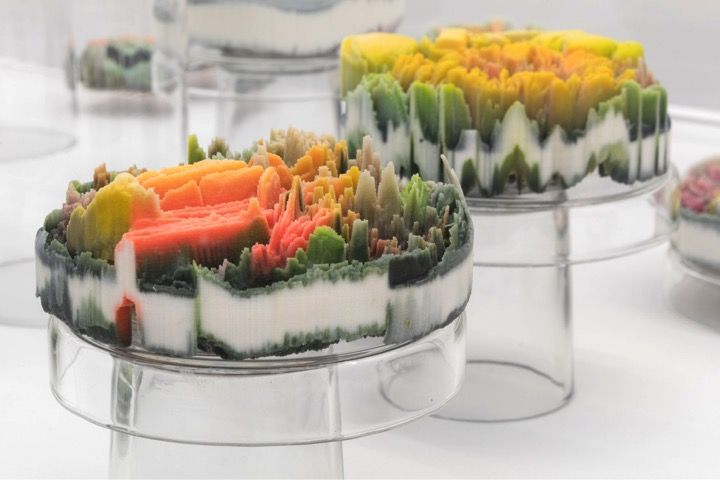
Suzanne Anker: Remote Sensing, 2016
Installationsansicht aus “Artists Choose Artists”, Parrish Art Museum, Watermill, NY

### Zoosemiotics
Zoosemiotics (1993–1995) ist eine Installation von Anker, die sich mit der Visualität von Chromosomen auseinandersetzt. Dafür konstruierte die Künstlerin einen "Text" unter der Verwendung von Chromosomen von Tieren wie Fledermäusen, Alligatoren oder Fischen, die als kleine silberne Objekte an der Wand angebracht wurden. Die visuellen Zeichen der Wissenschaft werden dabei ihrem ursprünglichen Kontext enthoben und nehmen in dem entkontextualisierten Umfeld verschiedene Bedeutungen an. So erscheinen die Chromosome von Fischen etwa wie glänzende Hosen, in einer Vielzahl an Variationen.

### Astroculture
Astroculture (seit 2009) ist eine Installation, bestehend aus verschiedenen Pflanzen in Leuchtkästen und LED-Leuchten, die das Sonnenlicht simulieren. Die roten und blauen Lichter versorgen die Pflanzen dabei mit dem notwendigen Spektrum für die Photosynthese. Die eigentlich grünen Pflanzen erscheinen im bunten Licht unecht und gräulich, sind aber lebendig und essbar; es handelt sich unter anderem um Basilikum, Koriander oder Salat. Anker entlehnt den Titel der Arbeit einem NASA-Projekt von 2001, das erforschte, wie man Gemüse im Weltall anbauen kann. Die Arbeit signalisiert für sie somit eine alternative Methode des Nahrungsmittelanbaus, das in der Zukunft von Bedeutung sein könnte.  Die Installation wurde unter anderem 2019 in der Einzelausstellung 1.5° Celsius im Everson Museum of Art, Syracuse, New York sowie 2015 in der Ausstellung The Value of Food: Sustaining a Green Planet in der Cathedral of Saint John the Divine in New York City gezeigt.

### Remote Sensing
Remote Sensing (seit 2014 | zu Deutsch: Fernerkundung) ist eine skulpturale Serie, die sich auf zweidimensionale digitale Fotografien stützt. Der Titel der Arbeit bezieht sich auf einen Begriff aus der Satellitentechnologie, der computergenerierte Daten beschreibt, die zur Beurteilung geografischer Gebiete verwendet werden, die für Menschen nicht zugänglich oder der Zutritt zu gefährlich ist. Die Orte werden dabei rechnerisch abgebildet und stellen somit eine Erweiterung der Digitalfotografie dar. Anker stützt ihre Arbeiten auf diese Methode; die resultierenden Werke erscheinen wie Mikro-Landschaften und werden mit 3D-Druckern gefertigt.

## Einzelausstellungen (Auswahl)
- 2019: 1.5° Celsius, Everson Museum of Art, Syracuse, New York[13]
- 2018: Vanitas (in a Petri dish), First Street Green Art Park, New York
- 2017: The Biosphere Blues: Mending an Unhinged Earth, O’NewWall, Seoul, Korea
- 2016: Blue Eggs and Spam, Kinetic Gallery, State University of New York at Geneseo, New York
- 2016: Vanitas (in a Petri dish), New York Hall of Science, Queens, New York
- 2015: Culturing Life, Sam Francis Gallery,  Crossroads School, Los Angeles, Kalifornien
- 2014: Rainbow Loom, V Art center & SNAP, Shanghai, China
- 2014: While Darkness Sleeps, The McKinney Avenue Contemporary (The MAC), Dallas, Texas
- 2014: Remote Sensing: Micro-landscapes and Untold Stories, FOTOFEST Biennale, Deborah Colton Gallery, Houston, Texas
- 2012: Genetic Seed Bank, Art | Sci Gallery, UCLA California, Nanosystems Institute
- 2009: The Glass Veil, Berliner Medizinhistorisches Museum der Charité, Berlin
- 2009: The Hothouse Archives, ICI Berlin Institute for Cultural Inquiry
- 2008: Bio-Blurbs: Digital Photography 2004-2007, Deborah Colton Gallery, Houston, Texas
- 2005: FutureNatural, Deborah Colton Gallery, Houston, Texas
- 2005: The Genetic Gaze, University of Colorado Art Museum, Boulder, Colorado
- 2004: Golden Boy, Universal Concepts Unlimited, New York City
- 2004: Origins and Futures, Hamilton College, New York
- 2002: The Butterfly in the Brain, Universal Concepts Unlimited, New York City
- 2001: Geneculture, Else Gallery, Cal State University, Sacramento, Kalifornien
- 2001: Gen XX/GenXY, Rosenberg Gallery, Hofstra University, New York
- 2000: Code.X:genome, Universal Concepts Unlimited, New York City
- 1993: Zoosemiotics, Hanes Art Center, University of North Carolina at Chapel Hill
- 1992: Errata/Erotica, B 4 A Gallery, New York City
- 1980: Echo-Tracers, Galleria Milano, Mailand
- 1978: Diamond-Cutters, Terry Moore Gallery, St. Louis, Missouri

## Gruppenausstellungen (Auswahl)
- 2019: Growing, Chronus Art Center, Shanghai, China[14]
- 2018: Daejeon Biennale 2018 – BIO, Daejeon Museum of Art, Korea
- 2017: Weather or Not, That is the Question, Children’s Museum of Art, New York
- 2016: Artists Choose Artists, Parrish Art Museum, Southampton, New York
- 2015: GLOBALE: Exo-Evolution, ZKM, Karlsruhe
- 2015: The Value of Food: Sustaining a Green Planet, Cathedral of Saint John the Divine, New York City
- 2014: International Biennial of Contemporary Art, Cartagena de Indias, Kolumbien

## Schriften (chronologische Auswahl)
- mit Dorothy Nelkin: The Molecular Gaze: Art in the Genetic Age. Cold Spring Harbor Laboratory, Cold Spring Harbor 2004, ISBN 978-0-87969-697-9
- mit Sarah Franklin: Specimens as Spectacles: Reframing Fetal Remains. In: Interspecies, Band 29, Nr. 1, 2011, S. 103–125; doi:10.1215/01642472-1210283
- The Extant Vamp (or the) Ire of It all: Fairy Tales and Genetic Engineering. (PDF; 8,6 MB) In: Mark W. Scala (Hrsg.): Fairy Tales, Monsters, and the Genetic Imagination. Vanderbilt University Press:, Nashville 2012, S. 37–46, ISBN 978-0-8265-1814-9
- mit Sabine Flach: Embodied Fantasies: From Awe to Artifice. Peter Lang International Publishers, Bern 2013, ISBN 978-3-0343-1102-1
- The Greening of the Galaxy. Deborah Colton Gallery, Houston 2014, ISBN 0-9916627-0-9
- The Glass Veil: Seven Adventures in Wonderland. Peter Lang International Publishers, Bern 2015, ISBN 978-3-0343-1101-4
- mit Sabine Flach: Naturally Hypernatural I: Concepts of Nature. Peter Lang International Publishers, Bern 2016, ISBN 978-3-0343-2124-2
- The Biosphere Blues: Mending and Unhinged Earth. O’NewWall Publication, Seoul 2017, ISBN 979-11-87817-02-4
- mit Sabine Flach: Axis of Observation I: Frank Gillette. Peter Lang International Publishers, Bern 2018, ISBN 978-3-0343-1215-8